# Amvrosijivský rajón
Amvrosijivský rajón (ukrajinsky Амвросіївський район) byl rajón v Doněcké oblasti na Ukrajině. Hlavním městem byla Amvrosijivka a rajón měl přibližně 44 tisíc obyvatel. 

## Sídla v rajónu
- Amvrosijivka
- Kopani (do roku 2016 Vojkovskyj)
- Kutejnykove
- Novoamvrosijivske